# آنا اروپورتس
آنا اروپورتس (انگلیسی: ANA Aeroportos) شرکت هوانوردی پرتغالی است، که در سال ۱۹۹۸ تأسیس شد.